# Erik Acharius
Erik Acharius (Gävle, 10 oktober 1757 - Vadstena, 14 augustus 1819) was een Zweeds botanicus en arts. Hij was een pionier in de taxonomie van de korstmossen.
Acharius studeerde aan de universiteit van Uppsala en was een van de laatste studenten van Carl Linnaeus. Daarna heeft hij gewerkt bij de Kungliga Vetenskapsakademien in Stockholm en zijn medische studie aan de universiteit van Lund afgemaakt in 1782. in 1785 kreeg hij een aanstelling als arts in Vadstena en in 1789 als provincie-arts van Östergötlands län. In 1795 werd hij directeur van het Vadstena ziekenhuis.
Acharius behoorde tot de nieuwe generatie van Zweedse botanici die verdergingen met het werk wat Linnaeus achterliet. Acharius begon met de taxonomische indeling van de korstmossen.
Hij was lid van de Koninklijke Fysischgeografische Academie in Lund (1795), de Kungliga Vetenskapakademien (1796), de Linnean Society of London (1801) en de Koninklijke Zweedse wetenschapsacademie in Uppsala (1810).
Het geslacht Acharia, verschillende plantensoorten waaronder Rosa acharii en Conferva acharii en de insectensoort, Tortrix achariana zijn naar Acharius vernoemd. De International Association for Lichenology heeft de Acharius Medal ingesteld voor personen met een levenslange verdienste voor de lichenologie.

## Collecties
De collecties van Acharius worden bewaard in verschillende musea, onder andere:
- Nationaal Museum van Finland in Helsinki
- Botanisch Museum in Uppsala
- Naturhistoriska riksmuseet
- Botanisch Museum in Lund
- Bibliotheek van de Uppsala Universiteit

## Bibliografie

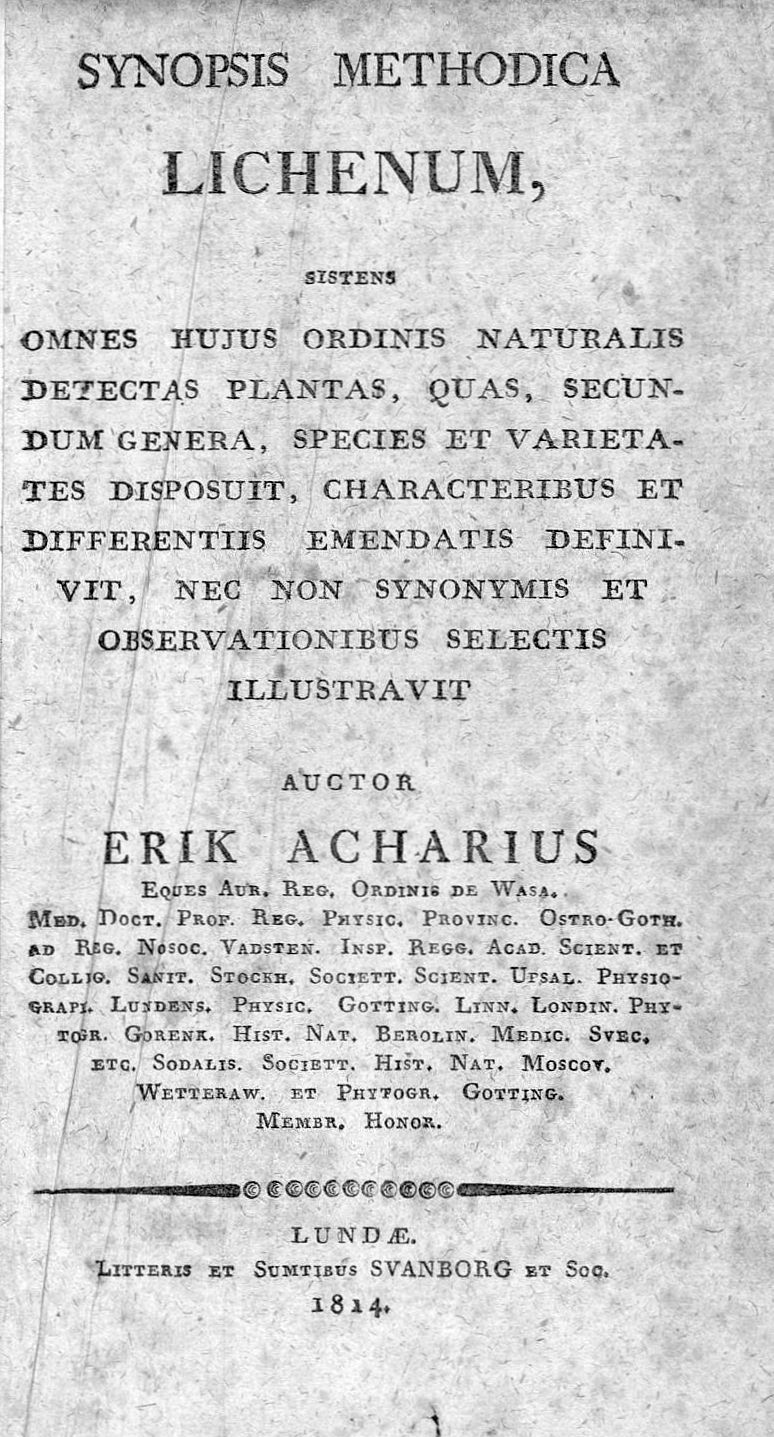
Synopsis methodica lichenum, 1814